# Wien, du Stadt der Lieder (film 1930)
Wien, du Stadt der Lieder è un film del 1930 prodotto e diretto da Richard Oswald.

## Produzione
Il film fu prodotto dalla Richard-Oswald-Produktion.

## Distribuzione
Distribuito dalla Atlas-Filmverleih GmbH con il visto di censura del 24 marzo, fu presentato a Berlino il 3 aprile 1930. Con il titolo Bécs, a dalok városa, uscì in Ungheria il 26 settembre 1930.